# Sovrani d'Egitto nel Terzo periodo intermedio
Il periodo di storia egizia caratterizzato da crescente frammentazione politica noto come terzo periodo intermedio, ha visto un numero senza precedenti di assunzioni, da parte di svariati principi/governatori di città egizie, dei titoli regali della monarchia egizia. Questi regoli governavano le loro città de jure come vassalli dei sovrani delle dinastie ufficiali, mentre de facto ne erano spesso quasi completamente indipendenti.

## Asyūṭ
| prenomen | nomen     | altri nomi | periodo di regno | note |
| ?        | Padinemti |            | 747 - 715 a.C.   |      |

## Eracleopoli
| prenomen        | nomen             | altri nomi     | periodo di regno | note |
| ?               | Nimlot            |                | ca 940 a.C. - ?  |      |
| (vari non noti) |                   |                |                  |      |
| Neferkara       | Payeftjauembastet | Peftjauawybast | 744 - 720 a.C.   |      |

## Ermopoli
| prenomen             | nomen        | altri nomi   | periodo di regno | note |
| ?                    | Nimlot       | Nimlot (III) | 754 - 725 a.C.   |      |
| Neferkheperra-haihau | Djehutjemhat |              | 725 a.C. - ?     |      |
| Menkheperra          | Khmuny?      |              | ? - ?            |      |

## Sais
I principi di Sais "sorsero" come faraoni in appena due casi certi; in entrambe le occasioni, però, originarono una dinastia ufficiale, rispettivamente la XXIV (Tefnakht) e la XXVI (Necao I/Psammetico I).
| prenomen                                                  | nomen     | altri nomi              | periodo di regno          | note                                                |
| -                                                         | -         | Osorkon di Sais         | prima del 732 a.C.        | non assunse titoli faraonici                        |
| Shepsesra                                                 | Tefnakht  |                         | almeno dal 732 - 720 a.C. | nel 727 a.C. assunse i titoli faraonici             |
| dal 727 al 715 a.C.: XXIV dinastia (Tefnakht e Bocchoris) |           |                         |                           |                                                     |
| -                                                         | -         | Ammeris                 | ca 715 - 695 a.C.         | installato da Shabaka, non assunse titoli faraonici |
| Menibra?/Iribra?                                          | Tefnakht? | Stephinates/Tefnakht II | 695 - 688 a.C.            | incerta la sua assunzione dei titoli faraonici      |
| Menibra?/Iribra?                                          | Nekaub?   | Nechepsos               | 688 - 672 a.C.            | incerta la sua assunzione dei titoli faraonici      |
| Menkheperra                                               | Necao     | Necao I                 | 672 - 664 a.C.            |                                                     |
| dal 664 a.C.: XXVI dinastia (Psammetico I)                |           |                         |                           |                                                     |

## Tanis
Dopo l'estinzione della XXII dinastia, avvenuta verso il 715 a.C. con la scomparsa di Osorkon IV, la città di Tanis continuò ad essere governata da principi locali che si attribuirono le insegne della regalità. Tale consuetudine proseguirà fino al regno di Psammetico I.
| prenomen           | nomen           | altri nomi    | periodo di regno | note |
| Shepeskara irienra | Gemnefkhonsubak |               | 700 - 680 a.C.   |      |
| Sehotepibenra      | Padibastet      | Petubastis II | 680 - 665 a.C.   |      |
| ?                  | Neferkara       |               | 665 - 657 a.C.   |      |

## Tebe
Per tutto il terzo periodo intermedio ed oltre la regione di Tebe fu de facto un dominio indipendente del clero tebano di Amon, governato dapprima dalla dinastia dei Primi Profeti di Amon e successivamente da quella delle Divine Spose di Amon. Una menzione merita Horsaset che, secondo Karl Jansen-Winkeln, fu un faraone indipendente parallelo alla XXII dinastia. Menkheperra Ini invece fu un faraone a Tebe (e forse anche ad Ermopoli) vassallo della XXV dinastia.
| prenomen                 | nomen             | altri nomi          | periodo di regno | note |
| Hedjkheperra setepenamon | Horsaset meriamon | Harsiese A          | 874? - 860 a.C.  |      |
| Menkheperra              | Ini               | Menkheperra Khmuny? | 740? - ? a.C.    |      |